# Gravesia gabonensis
Gravesia gabonensis är en tvåhjärtbladig växtart som beskrevs av Jacq.-fel.. Gravesia gabonensis ingår i släktet Gravesia och familjen Melastomataceae. Inga underarter finns listade i Catalogue of Life.